# ウッドランドシーニックス
ウッドランドシーニックス(Woodland Scenics)は米国の鉄道模型のレイアウト用の情景素材メーカーである。
1975年にミズーリ州Linn Creekで建築模型や工業用模型製作家のDave Osmentによって設立された。Osmentは1990年代始めからModel Railroad Industry Association (MRIA・鉄道模型産業協会) の会長を務めた。
日本には鉄道模型趣味1978年10月号に紹介された。樹木のキットや草や葉の表現に使うフォリッジ等の素材など一部の製品は関水金属で日本語説明書を付けて日本国内で販売している。かつては津川洋行が日本総代理店を務めていた。これらシーナリィ用品だけでなく、Nゲージ用からHO、O、Gゲージ用の人形や、N,HOの自動車、ストラクチャーまで幅広いレイアウト用品を製品化している。